# 난미리미동국
난미리미동국(難彌離彌凍國)은 삼국지 위서 동이전 한조에 수록된 진한의 한 소국이다. 오늘날 경상북도 의성군 단밀면에 위치한 것으로 추정된다.
진한의 구성국으로서 맹주국인 사로국과 여러 가지 형태의 결속관계를 유지하며 개별적인 성장을 지속하다가 서기 3세기 이후에 신라에 병합된 것으로 추정된다.